# Yliopiston Apteekki
Университетская аптека (фин. Yliopiston Apteekki) — самый узнаваемый аптечный бренд и крупнейшая сеть розничных аптек в Финляндии. Компания была создана в 1755 году и принадлежит Хельсинкскому университету. Торговая сеть из 17 аптек работает в 14 городах Финляндии.

## История создания
История создания аптеки уходит в далёкий 18 век. Аптека получила разрешение на открытие 24 сентября 1755 года из рук короля Швеции и Финляндии Адольфа Фредрика. Эта дата считается официальным днём университетских аптек. Прошение о создании аптеки было подано аптекарем Ларсом фон Меллом. В прошении говорилось о необходимости создания аптеки с собственной фармакологической лабораторией с целью развития науки, а также помощи населению города, так как действующая аптека города Турку не могла в достаточной мере помочь больным, так как в городе наблюдался постоянный рост населения. Также считается, что одним из инициаторов открытия аптеки был Йохан Хартман, которого по праву считают «отцом» финский медицины. Аптекарь Ларс фон Мелл получил привилегии независимого аптекаря и обязался преподавать в академии химию и фармакологию студентам-медикам.
Изначально аптека находилась на центральном рынке Турку в районе Анинкайнен и служила местом практики и базой опытов для студентов королевской академии Турку. Студентам было разрешено свободное посещение аптек. В 1812 году новым аптекарем становится Йохан Якоб Юлин. В 1827 году произошёл пожар, и аптека сгорела дотла. В 1828 году по особому указу российского императора Николая I академия Турку вместе с аптекой была перенесена в Хельсинки. Особым императорским указом аптека получила уникальное право на производство лекарств, а также имела возможность обучения студентов. Университетская аптека при Йохане Якобе Юлин стала неотъемлемой частью медицинского факультета. Но вскоре Йохан переехал в другой район и стал промышленным предпринимателем.
В 1829 году университет Хельсинки дал право на деятельность новому аптекарю, Конраду Аппелгрену, который проработал до 1869 года. Следующим крупным владельцем аптеки стал Аксель Гамберг, который получил исключительные права в 1929 году. В последующие годы аптека стала самой крупной в стране. В 1950 году Хельсинкский университет взял аптеку в полное управление.
С 1954 по 1974 годы в рамках деятельности предприятия было создано 16 аптечных складов, а позже открыты розничные аптеки в тех городах Финляндии, где работали большие больницы. Важным этапом в развитии Университетской аптеки стали 1980-е годы, когда было проведено масштабное реформирование аптечной деятельности и внедрение компьютерных технологий в аптечный учет.

## Научно-исследовательская работа
Хельсинкский университет и Университетская аптека ведут фундаментальные научные исследования в области фармацевтических знаний. Особенностью является изучение и изготовление редких лекарственных препаратов.

### Стажировка студентов-фармацевтов
Университетская аптека является местом практики и стажировки для студентов-фармацевтов. В программу обучения  студентов-фармацевтов входит две трёхмесячные практических стажировки в аптеках. Каждый год стажировку проходит около ста практикантов.

## Клиентская база
«Университетская аптека» признавалась лучшей фармацевтической компанией по качеству обслуживания клиентов (2023). В клиентской базе аптечной сети находится свыше 900 тысяч человек, имеющих карту лояльности.